# سوپرکارز چمپیونشیپ
مسابقات قهرمانی سوپراسپرت‌ها (به انگلیسی: Supercars Championship) یک دسته مسابقات اتومبیلرانی تور در استرالیا و نیوزلند است که به عنوان یک سری بین‌المللی تحت قوانین فدراسیون بین‌المللی اتومبیل‌رانی (FIA) اجرا می‌شود که بر این ورزش حاکم است.
رویدادهای سوپراسپرت‌ها در تمام ایالت‌های استرالیا و قلمرو شمالی برگزار می‌شود، با منطقه پایتخت استرالیا که قبلاً کانبرا ۴۰۰ را در اختیار داشت. معمولاً یک دور بین‌المللی در نیوزلند برگزار می‌شود و رویدادهایی قبلاً در چین، بحرین، امارات متحده عربی و ایالات متحده برگزار می‌شد. رویداد قهرمانی SuperSprint ملبورن نیز برای حمایت از جایزه بزرگ استرالیا برگزار می‌شود. فرمت‌های مسابقه بین هر رویداد متفاوت است، با دوی سرعت بین ۱۰۰ و ۲۰۰ کیلومتر (۶۲ و ۱۲۴ مایل) در طول، مسابقات خیابانی بین ۱۲۵ و ۲۵۰ کیلومتر (۷۸ و ۱۵۵ مایل) در طول، و مسابقات استقامت دو راننده در Sandown و Bathurst برگزار شد. این سریال در ۱۳۷ کشور پخش می‌شود و میانگین حضور بیش از ۱۰۰٬۰۰۰ رویداد را دارد و بیش از ۲۵۰٬۰۰۰ نفر در رویدادهای مهمی مانند Adelaide 500 شرکت می‌کنند.
وسایل نقلیه مورد استفاده در این سری به‌طور آزاد بر اساس اتومبیل‌های جاده‌ای هستند. خودروها به صورت سفارشی با استفاده از یک شاسی کنترلی ساخته می‌شوند و تنها پنل‌های بدنه خاصی بین خودروهای جاده‌ای و مسابقه‌ای مشترک هستند. برای اطمینان از برابری بین هر یک از خودروها، بسیاری از اجزای کنترل استفاده می‌شود. همه خودروها در حال حاضر از موتور وی۸ تنفس طبیعی ۵٫۴ لیتری یا ۵٫۷ لیتری استفاده می‌کنند. در اصل فقط برای فورد فالکون و هولدن کومودورز، مقررات نسل جدید سوپراسپرت وی۸ که در سال ۲۰۱۳ معرفی شد، این سری را به روی تولیدکنندگان بیشتری باز کرد. نیسان اولین سازنده جدیدی بود که با چهار نیسان آلتیما ال۳۳ به این سری متعهد شد و به‌طور خلاصه Erebus Motorsport با مرسدس بنز ئی۶۳ آام‌گ و گری راجرز موتوراسپرت با ولوو اس۶۰اس قرار گرفتند. این سری در سال ۲۰۲۰ با خروج نیسان به دو قطبی فورد و هولدن بازگشت، در حالی که فورد در سال ۲۰۱۹ فالکن را با موستانگ جایگزین کرد. هولدن آخرین سال رقابت خود را در سال ۲۰۲۲ اعلام کرد تا با شورولت کامارو زدال۱ برای فصل ۲۰۲۳ جایگزین شود.